# Jaime Vega Espina
Jaime Vega Espina nacido en  San Román de Candamo, Asturias, España es un exciclista español, especializado en ciclismo en pista. Durante su carrera deportiva, logró varios títulos nacionales y fue convocado por la selección española para participar en concentraciones y competiciones internacionales. En la actualidad, trabaja en la banca privada en Banco Sabadell.

## Trayectoria deportiva
Vega comenzó su carrera en el ciclismo de carretera, aunque pronto se especializó en pista, destacando en disciplinas de velocidad. Compitió representando a la Selección Asturiana y formó parte del equipo profesional Reyno de Navarra.
En 2017, se proclamó campeón de España en las pruebas de keirin y velocidad individual durante el Campeonato Nacional celebrado en Palma de Mallorca.
Ese mismo año, participó en el Campeonato de Europa Sub-23, donde logró el séptimo puesto en la prueba de velocidad por equipos. Además, fue convocado a varias concentraciones de la selección nacional, como parte del programa de tecnificación de la Real Federación Española de Ciclismo, realizadas en el velódromo de Galapagar.

## Reconocimientos
En 2016, fue galardonado como "Mejor Deportista Masculino" en la Gala del Deporte Moscón, en Grado (Asturias).

## Vida después del ciclismo
Tras su retirada del ciclismo de competición en 2019, se dedicó a su formación académica y posterior desarrollo profesional en el ámbito empresarial, trabajando actualmente en la banca privada en Banco Sabadell.

## Palmarés
- 2013
  - Campeón de España Junior - 200 metros
  - Campeón de España Junior - Keirin
  - Campeón de España Junior - Velocidad por equipos
  - Campeón de España Junior - Kilómetro contrarreloj
  - 08.09.2013: 7º en Championnat National d'Espagne Piste Elite - Keirin Sub-23
  - 07.09.2013: 4º en Championnat National d'Espagne Piste Elite - Sprint Sub-23
  - 07.09.2013: - en Championnat National d'Espagne Piste Elite - Team Sprint Élite
  - 14.07.2013: 13º en Championnats d'Europe Piste - Keirin Júnior
  - 12.07.2013: 10º en Championnats d'Europe Piste - Sprint Júnior
  - 10.07.2013: 10º en Championnats d'Europe Piste - Time Trial Júnior
- 2014
  - 04.01.2014: 11º en Revolution # 43 - Revolution Series - Sprint Élite
  - 04.01.2014: 11º en Revolution # 43 - Revolution Series - Keirin Élite
  - 01.02.2014: 8º en Revolution # 44 - Revolution Series - Keirin Élite
  - 01.02.2014: 12º en Revolution # 44 - Revolution Series - Sprint Élite
  - 10.07.2014: 12º en Fenioux Piste International - Sprint Élite
  - 12.07.2014: 8º en Fenioux Trophy Piste - 1 km Time Trial Élite
  - 22.07.2014: 23º en Championnats d'Europe Piste Junior et U23 - Sprint Sub-23
  - 22.07.2014: 11º en Championnats d'Europe Piste Junior et U23 - 1 km Time Trial Sub-23
  - 18.08.2014: - en Track National Championships - Team Sprint Élite
  - 18.08.2014: 8º en Track National Championships - Sprint Élite
  - 18.08.2014: 5º en Track National Championships - Keirin Élite
  - 18.08.2014: 4º en Track National Championships - 1 km Time Trial Élite
  - 06.09.2014: 7º en TROFEU CIUTAT DE BARCELONA - Sprint Élite
  - 06.09.2014: 8º en TROFEU CIUTAT DE BARCELONA - Keirin Élite
  - 12.09.2014: 15º en OPEN DE ROUBAIX LILLE METROPOLE - Sprint Élite
  - 12.09.2014: 9º en OPEN DE ROUBAIX LILLE METROPOLE - Keirin Élite
  - 19.12.2014: 9º en Prova Internacional de Anadia - Troféu Litério Augusto Marques - Sprint Élite
  - 19.12.2014: 11º en Prova Internacional de Anadia - Troféu Litério Augusto Marques - Keirin Élite
- 2015
  - 10.01.2015: 1º en Troféu Cidade de Anadia Portugal - Sprint Élite
  - 10.01.2015: 3º en Troféu Cidade de Anadia Portugal - 1 km Time Trial Élite
  - 07.02.2015: 2º en Troféu CAR Anadia Portugal - Sprint Élite
  - 07.02.2015: 1º en Troféu CAR Anadia Portugal - 1 km Time Trial Élite
  - 28.06.2015: 22º en 6 giorni delle rose - Fiorenzuola - Sprint Élite
  - 28.06.2015: 17º en 6 giorni delle rose - Fiorenzuola - Keirin Élite
  - 25.08.2015: 4º en CAMPEONATO DE ESPAÑA PISTA - Sprint Élite
  - 25.08.2015: 3º en CAMPEONATO DE ESPAÑA PISTA - 1 km Time Trial Élite
  - 25.08.2015: 5º en CAMPEONATO DE ESPAÑA PISTA - Keirin Élite
  - 19.09.2015: 14º en TROFEU CIUTAT DE BARCELONA - Scratch Élite
  - 19.09.2015: 10º en TROFEU CIUTAT DE BARCELONA - Keirin Élite
  - 19.09.2015: 9º en TROFEU CIUTAT DE BARCELONA - Sprint Élite
- 2016
  - 05.06.2016: 13º en Troféu CAR Anadia Portugal - Sprint Élite
  - 14.07.2016: 14º en 2016 UEC Juniors & U23 Track European Championships - Time Trial Sub-23
  - 16.07.2016: 20º en 2016 UEC Juniors & U23 Track European Championships - Sprint Sub-23
  - 17.07.2016: 17º en 2016 UEC Juniors & U23 Track European Championships - Keirin Sub-23
  - 18.09.2016: 2º en 13è TROFEU CIUTAT DE BARCELONA-Memorial M.Poblet - Keirin Élite
  - 14.10.2016: 3º en CAMPEONATOS DE ESPAÑA PISTA ELITE - Time Trial Élite
  - 14.10.2016: 3º en CAMPEONATOS DE ESPAÑA PISTA ELITE - Keirin Élite
  - 14.10.2016: 4º en CAMPEONATOS DE ESPAÑA PISTA ELITE - Sprint Élite
  - 14.10.2016: - en CAMPEONATOS DE ESPAÑA PISTA ELITE - Team Sprint Élite
- 2017
  - 10.06.2017: 26º en GP Brno track cycling - Sprint Élite
  - 10.06.2017: 17º en GP Brno track cycling - Keirin Élite
  - 18.07.2017: 22º en 2017 UEC Juniors & U23 Track European Championships - Sprint Sub-23
  - 18.07.2017: - en 2017 UEC Juniors & U23 Track European Championships - Team Sprint Sub-23
  - 18.07.2017: 13º en 2017 UEC Juniors & U23 Track European Championships - Time Trial Sub-23
  - 16.09.2017: 12º en 14è TROFEU CIUTAT DE BARCELONA-Memorial Miquel Poblet - Sprint
  - 16.09.2017: 9º en 14è TROFEU CIUTAT DE BARCELONA-Memorial Miquel Poblet - Keirin
  - 13.10.2017: 1º en CAMPEONATOS DE ESPAÑA DE PISTA ELITE - Team Sprint
  - 13.10.2017: 9º en CAMPEONATOS DE ESPAÑA DE PISTA ELITE - Keirin
  - 13.10.2017: 3º en CAMPEONATOS DE ESPAÑA DE PISTA ELITE - Sprint
  - 13.10.2017: 3º en CAMPEONATOS DE ESPAÑA DE PISTA ELITE - Time Trial
- 2018
  - 07.07.2018: 4º en Dublin Track Cycling International - Keirin
  - 07.07.2018: DNF en Dublin Track Cycling International - Madison
  - 07.07.2018: 16º en Dublin Track Cycling International - Sprint
  - 11.07.2018: 8º en 2° International Piceno Sprint Cup - Sprint
  - 11.07.2018: 5º en 2° International Piceno Sprint Cup - Keirin
  - 11.07.2018: 5º en 2° International Piceno Sprint Cup - Time Trial
  - 13.07.2018: 9º en Gran Prix Citta' di Ascoli Piceno - Keirin
  - 13.07.2018: 5º en Gran Prix Citta' di Ascoli Piceno - Time Trial
  - 13.07.2018: 11º en Gran Prix Citta' di Ascoli Piceno - Sprint
  - 21.09.2018: 3º en Campeonato España Pista Elite Y Sub-23 - Sprint
  - 21.09.2018: 1º en Campeonato España Pista Elite Y Sub-23 - Team Sprint
  - 21.09.2018: 6º en Campeonato España Pista Elite Y Sub-23 - Keirin